# Aillières-Beauvoir
Aillières-Beauvoir ist eine französische Gemeinde mit 199 Einwohnern (Stand: 1. Januar 2022) im Département Sarthe in der Region Pays de la Loire; sie gehört zum Arrondissement Mamers und zum Kanton Mamers (bis 2015: Kanton La Fresnaye-sur-Chédouet). 

## Geographie
Aillières-Beauvoir liegt etwa 48 Kilometer nordnordöstlich von Le Mans und etwa 17 Kilometer östlich von Alençon. Im Gemeindegebiet entspringt der Fluss Bienne. Umgeben wird Aillières-Beauvoir von den Nachbargemeinden Louzes im Norden und Nordwesten, Contilly im Osten und Nordosten, Marollette im Südosten, Saint-Longis im Süden sowie Villaines-la-Carelle im Westen und Südwesten. Sie gehört zum Regionalen Naturpark Normandie-Maine.

## Geschichte
1965 wurden die bis dahin eigenständigen Kommunen Aillières und Beauvoir zusammengeschlossen.

## Bevölkerungsentwicklung
| 1962                      | 1968 | 1975 | 1982 | 1990 | 1999 | 2006 | 2013 |
| ------------------------- | ---- | ---- | ---- | ---- | ---- | ---- | ---- |
| 136                       | 291  | 280  | 237  | 237  | 237  | 223  | 214  |
| Quelle: Cassini und INSEE |      |      |      |      |      |      |      |

## Sehenswürdigkeiten

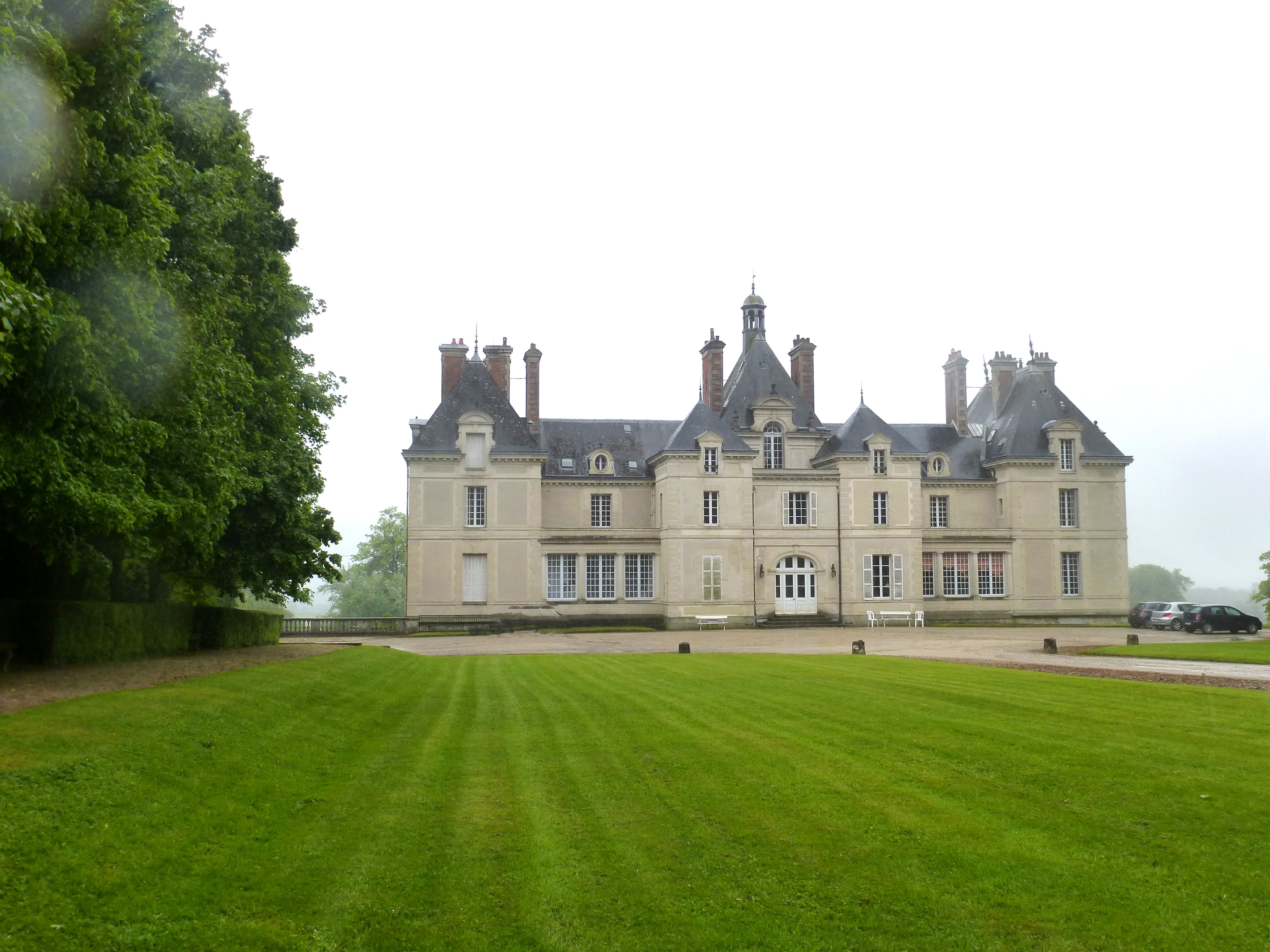
Schloss Aillières

- Kirche Saint-Denis aus dem 12. Jahrhundert, Umbauten aus dem 16. Jahrhundert, Monument historique seit 1927
- Schloss Aillières aus dem 12. Jahrhundert, Umbauten aus dem 14. Jahrhundert

## Persönlichkeiten
- René Dagron (1813–1900), Chemiker und Erfinder des Mikrofilms
- Michel d’Aillières (1923–2010), Politiker (CNI), Bürgermeister von Aillières-Beauvoir (1958–2008)